# Det stora kriget (film)
Det stora kriget (italienska: La grande guerra) är en italiensk-fransk dramafilm från 1959 i regi av Mario Monicelli.

## Utmärkelser
Filmen vann Guldlejonet vid Filmfestivalen i Venedig 1959.

## Rollista i urval
- Vittorio Gassman - Giovanni Busacca
- Alberto Sordi - Oreste Jacovacci
- Silvana Mangano - Constantina
- Bernard Blier - kapten Castelli
- Folco Lulli - Giuseppe Bordin
- Vittorio Sanipoli - major Venturi
- Romolo Valli - löjtnant Gallina
- Mario Valdemarin - aspiranten Loquenzi
- Nicola Arigliano - Giardino
- Livio Lorenzon - sergeant Battiferri
- Tiberio Mitri - Mandich
- Tiberio Murgia - Rosario Nicotra
- Achille Compagnoni - kaplanen
- Carlo D'Angelo - kapten Ferri
- Marcello Giorda - generalen
- Gérard Herter - österrikisk kapten
- Ferruccio Amendola - De Concini
- Elsa Vazzoler - fru Bordin
- Geronimo Meynier - ordonnans
- Guido Celano - majoren